# Клиба

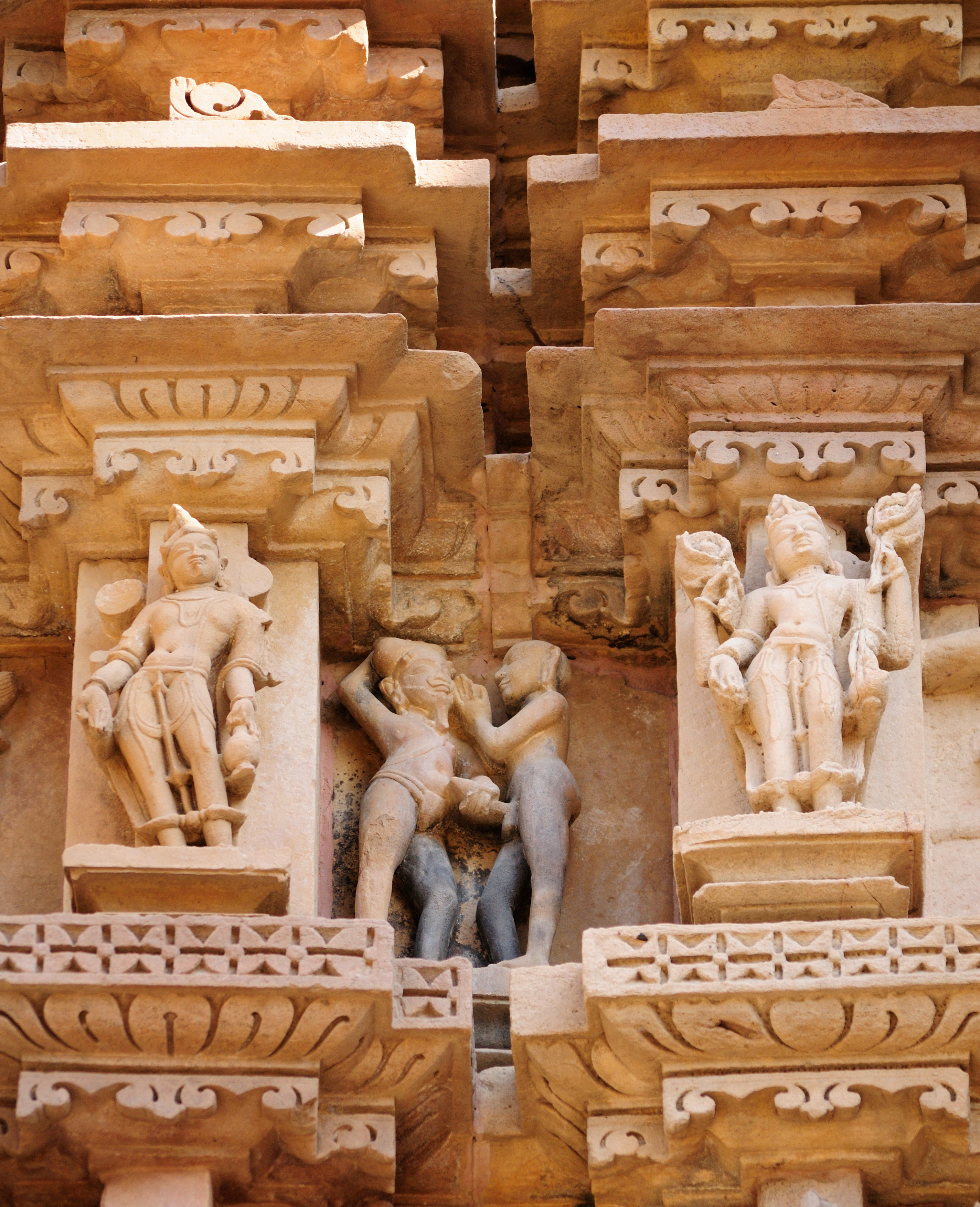

Клиба (санскр. क्लीब klība) — санскритский термин, который в «Камасутре» и ряде других текстов используется для описания мужчин, у которых отсутствует влечение к женщинам.
«Камасутра» описывает два типа клиба (геев) — с женственными и маскулинными качествами. «Те, которым присуща женственная внешность, показывают это своей одеждой, речью, смехом, поведением, нежностью, трусливостью, глупостью, терпением и скромностью», называются женственные клиба, — наиболее узнаваемые представители третьего пола. Обычно они сохраняют длинные волосы и заплетают их в косы, или прибирают их другими способами. Те, кто одевается как женщины, известны также, как геи-трансвеститы. Женственные клиба часто работали у аристократических женщин и обычно служили в королевских дворцах. Они считались одаренными в искусстве, в сфере развлечений и особенно в танцах, и могли по-разному зарабатывать себе на жизнь. Их присутствие на свадебных и религиозных церемониях являлось благоприятным, а их благословения пользовались большим спросом. Мужеподобные клиба описываются так: «Те, которым нравятся мужчины, но они скрывают этот факт, оставляя себе мужественную внешность и зарабатывая на жизнь, как цирюльники и массажисты» («Камасутра» 2.9.6). Мужеподобных геев было не столь легко распознать, и они часто сливались с обычным обществом, живя либо независимо, либо в браке с другим мужчиной. Некоторые из них становились профессиональными мужчинами-проститутками, работающими массажистами. В то время как женственные геи старались сохранить гладкую кожу, наносили косметику и иногда прикрепляли грудь, мужеподобные геи оставляли волосы на теле, отращивали усы или маленькие бороды, и поддерживали мускулистое телосложение, а также они носили блестящие серьги. Нередко они были домашними слугами в домах у богатых вайшьи (купцов), казначеями или министрами у правительственных должностных лиц. Такие мужчины были известны своей верностью и тем, что посвящали себя делу полностью. Иногда геи жили отшельниками и у них развивались способности к ясновидению.
Если у геев, как и у других представителей третьего пола, возникали глубоко дружеские, близкие и полные доверия отношения, то они могли жениться друг на друге («Камасутра» 2.9.36). Согласно ведической системе, существовало восемь разных видов брака. Однополые браки, которые происходили между геями или лесбиянками были классифицированы как брак гандхарва. Этот тип брака не был рекомендован для брахманов (члены высшей варны индуистского общества), но был распространён среди гетеросексуальных мужчин и женщин, принадлежащих другим кастам. Брак гандхарва определялся как любовный союз и совместное проживание, был признан общим законом, но такому браку не нужно было родительское согласие или религиозная церемония. В Джайямангале, в важных комментариях «Камасутры» XII века, сказано: «Граждане с такими (гомосексуальными) склонностями, которые отказываются от женщин и могут жить без них добровольно, женятся друг на друге и связаны глубокими и доверительными отношениями».